# Ziggy Stardust (Lied)
Ziggy Stardust ist ein von David Bowie geschriebener Song aus dem Jahr 1972, der auf dem Album The Rise and Fall of Ziggy Stardust and the Spiders from Mars erschien. Die Inspiration zum Namen Stardust kam vom Legendary Stardust Cowboy. Auf der Liste der Die 500 besten Songs aller Zeiten des Rolling Stone ist Ziggy Stardust auf Platz 277 gelistet.

## Liveversionen
- Bowie nahm das Lied für das BBC-Radioprogramm Sounds of the 70s: Bob Harris am 1. Januar 1972 auf. Die Erstausstrahlung war am 7. Februar 1972. Am 16. Mai 1972 spielte Bowie den Song erneut bei Sounds of the 70s: John Peel, die Ausstrahlung dieser Version erfolgte am 23. Mai 1972. Diese beiden Versionen wurden im Jahr 2000 auf dem Album Bowie at the Beeb veröffentlicht.
- Eine Live-Version wurde am 20. Oktober 1972 im Santa Monica Civic Auditorium aufgenommen und auf dem Album Santa Monica '72 veröffentlicht. Diese Version erschien auch auf dem Japan-Release von RarestOneBowie.
- Auf dem Album Ziggy Stardust: The Motion Picture wurde eine Version veröffentlicht, die während des berühmten Konzertes im Hammersmith Odeon in London am 3. Juli 1973 gespielt wurde.
- Eine Aufnahme aus dem Philadelphia Spectrum vom 28./29. April 1978 (Heroes-Tour) wurde auf dem Album Stage veröffentlicht. Diese Live-Version ist auch auf der B-Seite der Single Breaking Glass aus dem Jahr 1978 zu finden.

## Popkultur
- Eine Coverversion mit zusätzlichem Gitarrensolo ist in Guitar Hero zu finden.
- Der Song kommt im Film Nach 7 Tagen – Ausgeflittert vor.
- Er kommt im Film The Life Aquatic with Steve Zissou vor.
- Der Song wurde am 25. Januar 2011 zur Nutzung in Rock Band 3 als Download veröffentlicht.
- Der Song kommt im Film Chronicle – Wozu bist du fähig? aus dem Jahr 2012 vor.

## Coverversionen

### Bauhaus
Die britische Gothic-Rock-Band Bauhaus nahm als achte Single eine Version von Ziggy Stardust auf. Die Single wurde im Oktober 1982 beim Label Beggars Banquet Records veröffentlicht und erreichte Platz 15 der britischen Charts.
Die B-Seite ist ein Brian-Eno-Cover. Es wurde im 7" und 12" Format bei Beggars Banquet veröffentlicht. Die 12"-Version enthält als zusätzlichen Live-Track das Velvet-Underground-Cover I’m Waiting for the Man.

#### Track Listings
7"
1. Ziggy Stardust
2. Third Uncle

12"
1. Ziggy Stardust
2. Party of the First Part
3. Third Uncle
4. Waiting for the Man (live)

### Andere Cover
- AFI – (Ziggy Stardust Acoustic) AOL Sessions Under Cover und einige weitere Live-Versionen inkl. einer Performance bei Live Earth.
- Andrew Jackson Jihad – (Ziggy Stardust Acoustic) Operation Stackola.
- Balzac – (Ziggy Stardust) Deep Blue: Chaos from Darkism II
- Bloodstone – Valley of the Machines
- Camp Freddy – Live acoustic on Camp Freddy Radio
- Daisyhead & The Mooncrickets – Daisyhead and the Mooncrickets (1997)
- Def Leppard – Single (1996)
- Exploding Boy – New Generation
- Fox – Single
- Glabis – Live: At Luciano's
- Grade (Band) – Victory Style 5
- Guns N’ Roses – Keyboarder Dizzy Reed spielt vor Street of Dreams eine Instrumentalversion des Songs auf der Chinese Democracy Tour.
- Hootie and the Blowfish – Live-Aufnahme und auf dem Album Blow Fish Blow (1995).
- Seu Jorge nahm eine Portugiesische Version für den Film The Life Aquatic with Steve Zissou auf. (2004)
- Max Lorentz & Friends – Live-Aufnahme
- Murdoc Niccals, Bassist der Band Gorillaz, sang das Lied während einer Radioaufzeichnung (auf YouTube verfügbar).
- The Moog Cookbook – Ye Olde Space Bande (1997)
- Nina Hagen – Live-Aufnahme
- Nuit d'Óctobre – The Dark Side Of David Bowie: A Tribute To David Bowie (1997)
- Of Montreal – coverten Ziggy Stardust während ihrer Liveshows.
- The Pozers – Cover This (1998)
- Shamrock – Live-Aufnahme
- Techno Cowboy – The Ziggy Stardust Omnichord Album (2009)
- Thursday Night Collective – Hero: The Main Man Records Tribute to David Bowie (2007)
- Toad The Wet Sprocket – Live-Aufnahme: Scranton, PA 4/5/95
- White Buffalo – Essential Interpretations (1997)
- Data Bank A – Single
- Redd Kross – Teen Babes From Monsanto (1984)
- Vice Squad – The BBC Sessions (1998)
- The Gourds – Starman: Rare and Exclusive Versions of 18 Classic David Bowie Songs, CD vom März 2003 als Beilage des "Uncut" Magazines. Diese Version erschien auch auf BowieMania: Mania, une collection obsessionelle de Beatrice Ardisson (2007)
- The Spiders from Mars – The Mick Ronson Memorial Concert (2001)